# Phyllocnema semijanthina
Phyllocnema semijanthina är en skalbaggsart som beskrevs av Leon Fairmaire 1882. Phyllocnema semijanthina ingår i släktet Phyllocnema och familjen långhorningar. Inga underarter finns listade i Catalogue of Life.